# モンゴルキュレ県
モンゴルキュレ県（モンゴルキュレけん）は、中華人民共和国新疆ウイグル自治区イリ・カザフ自治州に位置する県。

## 行政区画
5鎮、2郷、3民族郷を管轄：
- 鎮：モンゴルキュレ鎮（昭蘇鎮） 、カシャジャル鎮（喀夏加爾鎮）、アクダラ鎮（阿克達拉鎮）、カラス鎮（喀拉蘇鎮）、コナカイ鎮（洪納海鎮）
- 郷：ウズンブラク郷（烏尊布拉克郷）、サルコブ郷（薩爾闊布郷）
- 民族郷：チャガン・ウス・モンゴル族郷（察汗烏蘇蒙古族郷）、シャト・キルギス族郷（夏特柯爾克孜族郷）、ホスムトゥカルソン・モンゴル族郷（胡松図喀爾遜蒙古族郷）
- 七十四団、七十五団、七十六団、七十七団

## 施設
- 木札爾特口岸